# يوهانس تيله
يوهانس تيله (بالألمانية: Johannes Thiele)‏ (و. 1860 – 1935 م) هو أمين متحف، وعالم حيواني، وعالم رخويات، وعالم قشريات، وعالم أسماك من مملكة بروسيا، توفي في فيينا، عن عمر يناهز 75 عاماً.

## التعليم
تعلم في جامعة هايدلبرغ، وجامعة هومبولت في برلين.